# Elliot Maginot
Pour les articles homonymes, voir Maginot, Hélie et Harvey.
 (avril 2024).
La mise en forme du texte ne suit pas les recommandations de Wikipédia : il faut le « wikifier ».
Les points d'amélioration suivants sont les cas les plus fréquents. Le détail des points à revoir est peut-être précisé sur la page de discussion.
- Les titres sont pré-formatés par le logiciel. Ils ne sont ni en capitales, ni en gras.
- Le texte ne doit pas être écrit en capitales (les noms de famille non plus), ni en gras, ni en italique, ni en « petit »…
- Le gras n'est utilisé que pour surligner le titre de l'article dans l'introduction, une seule fois.
- L'italique est rarement utilisé : mots en langue étrangère, titres d'œuvres, noms de bateaux, etc.
- Les citations ne sont pas en italique mais en corps de texte normal. Elles sont entourées par des guillemets français : « et ».
- Les listes à puces sont à éviter, des paragraphes rédigés étant largement préférés. Les tableaux sont à réserver à la présentation de données structurées (résultats, etc.).
- Les appels de note de bas de page (petits chiffres en exposant, introduits par l'outil «  Source ») sont à placer entre la fin de phrase et le point final[comme ça].
- Les liens internes (vers d'autres articles de Wikipédia) sont à choisir avec parcimonie. Créez des liens vers des articles approfondissant le sujet. Les termes génériques sans rapport avec le sujet sont à éviter, ainsi que les répétitions de liens vers un même terme.
- Les liens externes sont à placer uniquement dans une section « Liens externes », à la fin de l'article. Ces liens sont à choisir avec parcimonie suivant les règles définies. Si un lien sert de source à l'article, son insertion dans le texte est à faire par les notes de bas de page.
- La présentation des références doit suivre les conventions bibliographiques. Il est recommandé d'utiliser les modèles {{Ouvrage}}, {{Chapitre}}, {{Article}}, {{Lien web}} et/ou {{Bibliographie}}. Le mode d'édition visuel peut mettre en forme automatiquement les références.
- Insérer une infobox (cadre d'informations à droite) n'est pas obligatoire pour parachever la mise en page.

Pour une aide détaillée, merci de consulter Aide:Wikification.
Si vous pensez que ces points ont été résolus, vous pouvez retirer ce bandeau et améliorer la mise en forme d'un autre article.
Elliot Maginot est le nom de scène de Gabriel Hélie-Harvey, un auteur-compositeur-interprète né au Québec. Il est francophone, mais chante et performe en français comme en anglais. 
Au début de sa carrière, il fait la première partie des spectacles de Franklin Electric, des Sœurs Boulay, d'Ian Kelly et des Trois Accords.
Il lance son premier album complet Young/Old/Everything.In.Between en 2015 avec l’aide de Jace Lasek. Il est principalement connu dans ses débuts pour son album Easy Morning de 2021, qui a été sélectionné pour le Prix de musique Polaris 2021 et a été nommé au prix Félix pour l'album anglophone de l'année aux 44e Prix Félix en 2022.
Chaque année depuis 2018, excepté en 2020, Maginot lance une chanson de Noël. Il a débuté avec Christmas Ain’t Enough, suivi de I’ll Know My Savior (Christmas All Around) en 2019, The Ballad of Mrs. Claus en 2021, Christmas On My Mind en 2022 et en 2024, Waiting On Christmas. En 2023, dû à la sortie de son album, le chanteur s’est contenté de lancer une reprise de Marie-Noël.

## Discographie
- Young/Old/Everything. In. Between. (2014)
- Comrades (2018)
- Easy Morning (2021)
- I need to stay here (2024)[8]

## Récompenses
- Gala de l'ADISQ 2024 : Nomination pour Album de l'année – Anglophone pour l'album I Need To Stay Here[9]